# Monte Pian Nave
Il Monte Pian Nave (1.058 m s.l.m.) è una montagna delle Prealpi Varesine. Delimita a ovest la Valtravaglia.

## Descrizione
Si trova fra il Lago Maggiore ed il Lago di Lugano subito prima del confine con la Svizzera. Porta anche il nome di una delle frazioni del comune di Porto Valtravaglia.

## Siti storici
Su questo monte si stende un tratto della Frontiera Nord, il sistema difensivo impropriamente noto come Linea Cadorna, realizzato durante la prima guerra mondiale.